# Dworzec Tatrzański
Dworzec Tatrzański (Dwór Tatrzański, kasyno Towarzystwa Tatrzańskiego) – budynek znajdujący się w Zakopanem przy ulicy Krupówki 12. Pełnił funkcję pierwszego zakopiańskiego domu kultury. Nigdy nie był dworcem kolejowym, stacja kolejowa w Zakopanem znajduje się w zupełnie innej części miasta.

## Historia
Inicjatorem powstania Dworca Tatrzańskiego był Walery Eljasz, który 2 grudnia 1874 roku na nadzwyczajnym Walnym Zgromadzeniu Towarzystwa Tatrzańskiego w Krakowie wystąpił z wnioskiem o zakup gruntu dla zbudowania domu dla Towarzystwa Tatrzańskiego w Zakopanem. Dworzec ten miał przejąć rolę kasyna mieszczącego się do tego czasu w domu Jana Krzeptowskiego przy Krupówkach, gdzie TT miało swoją letnią siedzibę. Kasyno to łączyło w sobie funkcję biblioteki, czytelni, sali odczytowo-zebraniowej oraz koncertowo-teatralnej. Imprezy, które odbywały się w kasynie, i ich duże zainteresowanie i powodzenie, skłoniły właśnie Eljasza do złożenia wniosku o budowę nowego budynku dla TT.
Budowę rozpoczęto w 1880 roku na gruntach zakupionych przez TT przy Krupówkach. Projektantem budynku był Karol Zaremba. Budowę ukończono w 1881 r. Drewniany budynek został uroczyście otwarty 30 lipca 1882 r. W latach 1892–94 budynek powiększono do 28 pokoi i 2 sal. W gmachu ulokowano biura TT, czytelnię i bibliotekę, pomieszczenia hotelowe, salę balową, w której odbywały się liczne imprezy: odczyty, koncerty, przedstawienia teatralne, zabawy. Dworzec Tatrzański stał się głównym centrum kulturalnym Zakopanego. Występowali m.in. Mieczysław Karłowicz, Helena Modrzejewska, Ignacy Jan Paderewski, Henryk Sienkiewicz.
W dniu 26 stycznia 1900 r. w trakcie trwania „balu ludowego”, na którym bawiła się służba z zakopiańskich pensjonatów, budynek doszczętnie spłonął (pożar spowodowany wybuchem lampy naftowej). Spaliła się m.in. cała biblioteka TT oraz mapa Tatr wykonana w płaskorzeźbie. Po tym zdarzeniu długo dyskutowano w gronie TT czy budynek powinien być odbudowany. Niektórzy z członków TT zwracali uwagę na zbyt szczupły budżet Towarzystwa, który winien być przeznaczany przede wszystkim na inwestycje w samych Tatrach.
Dopiero w 1902 r. TT zdecydowało się odbudować Dworzec Tatrzański. Otwarcie nowego, murowanego budynku miało miejsce 1 lipca 1903 r. (według projektu Wandalina Beringera, który zaprojektował go w stylu zakopiańskim). Jednakże Dworzec Tatrzański jako ośrodek kultury podupadł. Jego rolę przejął wybudowany w 1901 roku hotel „Morskie Oko”, w którego sali teatralno-balowej odbywała się większość imprez kulturalnych Zakopanego. W samym Dworcu Tatrzańskim w latach 1914–1939 działała restauracja z werandą (weranda została rozebrana w czasie II wojny światowej). Stała się ona ulubionym miejscem spotkań artystów i taterników. W sali konferencyjnej Dworca odbywały się walne zebrania m.in. TT, PTT oraz TOPR (od pierwszego zebrania w 1909 roku poczynając).
Po II wojnie światowej gmach stał się siedzibą Oddziału Tatrzańskiego PTTK oraz (do 1986) Grupy Tatrzańskiej GOPR, do 1990 r. działał tu Klub Turysty.
W 1992 r. pożar ponownie zniszczył część budynku, odbudowany rok później nadal jest siedzibą Oddziału Tatrzańskiego PTTK. Pozostałe pomieszczenia przeznaczono m.in. na Biuro Usług Turystycznych PTTK oraz klub-restauracje „Dworzec Tatrzański”. W latach 2012–2013 przeprowadzono rewitalizacje całego budynku na koszt Oddziału Tatrzańskiego PTTK w Zakopanem. Zarządcą oraz właścicielem budynku jest Oddział Tatrzański PTTK